# Amauris phoedon
Amauris phoedon is een vlinder uit de familie Nymphalidae, onderfamilie Danainae.
De wetenschappelijke naam van de soort is voor het eerst geldig gepubliceerd in 1798 door Johan Christian Fabricius.
De soort komt voor op Mauritius.